# Cybalomia opistoleuca
Cybalomia opistoleuca là một loài bướm đêm trong họ Crambidae.